# Inspiration
 Inspiration és una pel·lícula estatunidenca dirigida per Clarence Brown, estrenada el 1931.

## Argument

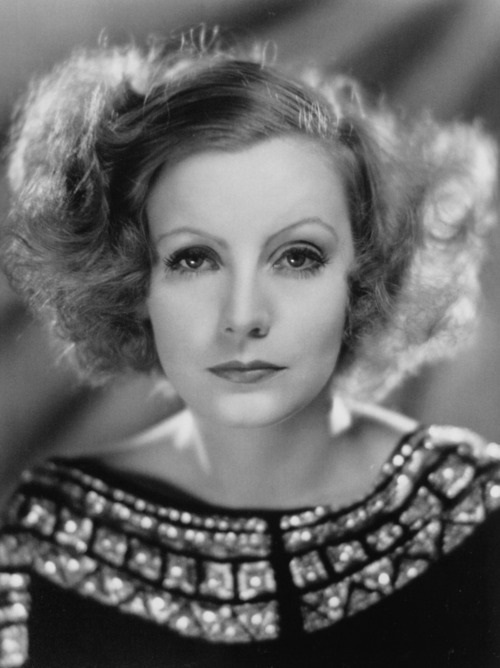
Greta Garbo a Inspiration

Yvonne Valbret és una "cortesana" de la qual els homes s'enamoren, sobretot els artistes que en fan el seu model. Però quan coneix André Montell, un jove de sentiments sincers, se n'enamora i vol renunciar per a ell a aquesta vida. André descobreix llavors el passat...

## Repartiment
- Greta Garbo: Yvonne Valbret
- Robert Montgomery: André Montell
- Lewis Stone: Delval Raimond
- Marjorie Rambeau: Lulu
- Joan Marsh: Madeleine Darthy
- Judith Vasselli: Odette
- Beryl Mercer: Marthe
- John Miljan: Coutant
- Gwenn Lee: Gaby
- Zelda Sears: Pauline
- Edwin Maxwell: Julien Montell
- Oscar Apfel: Vignault
- Paul Mac Allister: Jouvet
- Arthur Hoyt: Gavarni
- Richard Tucker: Galand
- Karen Morley: Liane Latour
- George Irving (no surt als crèdits): El pare de Magdalena

## Crítica
En una difusió televisada el 1990, Patrick Brion escrivia a Télérama, sota el pseudònim d'André Moreau :
"Greta Garbo encarna de nou una dona seductora i temptadora. Una vegada més, Clarence Brown la dirigeix, signant Adrian el seu vestuari i William Daniels la fotografia. Inspiration se situa, doncs, en la línia de les produccions decidides per la Metro-Goldwyn-Mayer per assegurar la notorietat i l'èxit de Greta Garbo. Presoner d'un assumpte melodramàtic - Sapho, d'Alphonse Daudet -, Clarence Brown aprofita no obstant això per recordar, en el transcurs d'algunes escenes, el seu gust i la seva intel·ligència. Així veurem molt particularment la seqüència del suïcidi de Liana Latour, un moment molt breu, magníficament tallat i d'una tràgica intensitat. Gràcies a Garbo, sublim, que Clarence Brown havia dirigit a Flesh and the Devil i Anna Christie, les convencions de la història s'esborren a poc a poc, amb la seva presència, havent-hi prou en transformar situacions convingudes en trasbalsadors instants. Es tracta d'una de les pel·lícules més rares de « La Divina »."